# Memmingen
Memmingen este un oraș din regiunea administrativă Schwaben, landul Bavaria, Germania.
Memmingen este oraș care nu este administrativ inclus într-un district rural, el are statut de district urban, fiind deci un oraș-district (în germană kreisfreie Stadt).

## Biserica
Biserica evanghelică „Frauenkirche” din Memmingen numită de localnici „Unsere liebe Frau” ("Doamna noastră iubită") este a doua ca mărime în decanatul Memmingen. Clădirea bisericii este orientată spre răsărit și imprimă un accent arhitectonic deosebit orașului vechi de sud. Biserica Frauenkirche este amintită pentru prima dată în anul 1258 în documentele istorice, dar se presupune că deja înainte cu 500 de ani ar fi existat deja o biserică. Ea este considerată ca una dintre cele mai vechi clădiri bisericești din regiunea istorică Oberschwaben (Suabia Superioară) situată între Dunăre și Lacul Constanța (Bodensee). Bazilica este situată în cartierul de odinioară al țesătorilor. Biserica a devenit cunoscută prin frescele ei din secolul al XV-lea, bine păstrate. După secularizarea averilor bisericești din anul 1802, ea a fost folosită simultan ca biserică catolică și evanghelică. Din anul 1806 s-a separat din nou de catolici, care au vizavi de Frauenkirche o mănăstire de călugărițe.

## Galerie de imagini

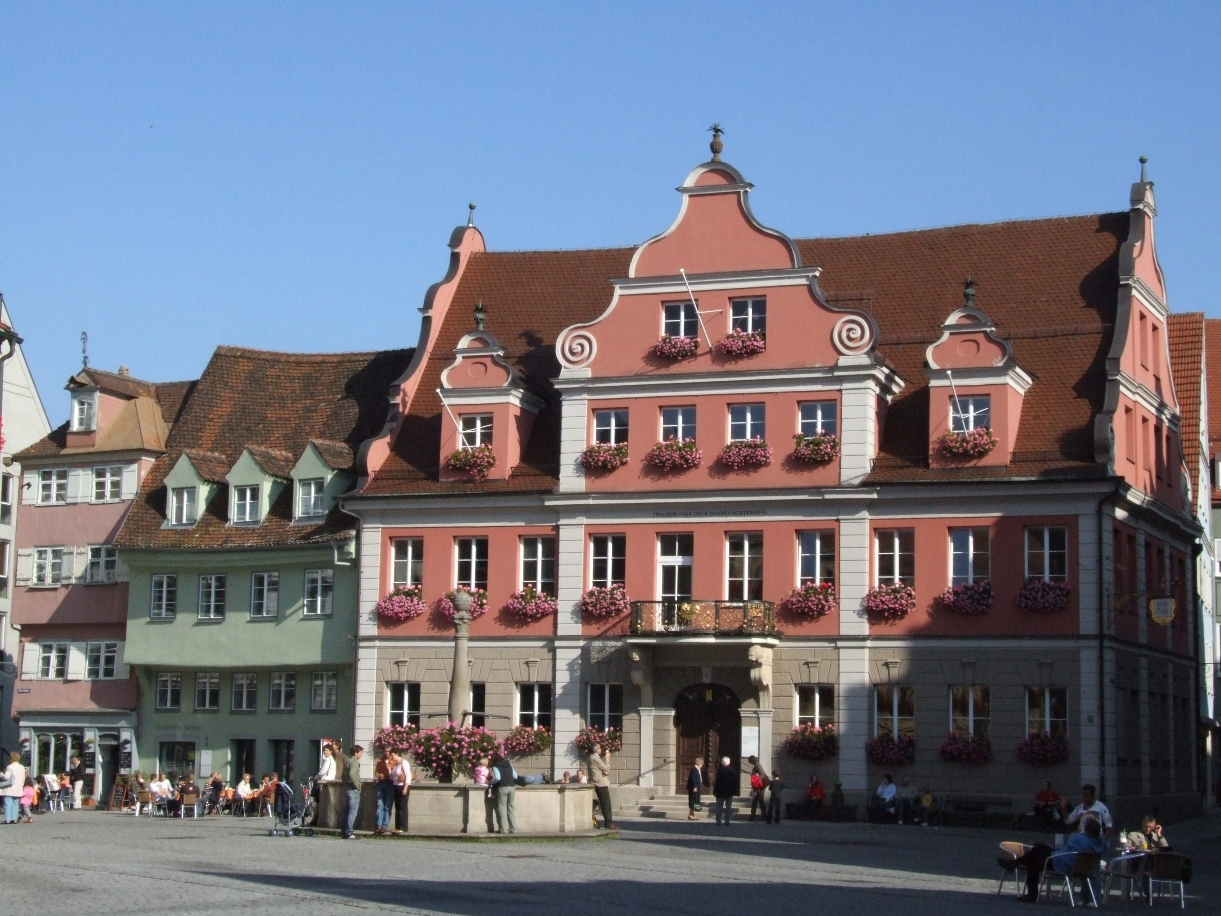
Memmingen
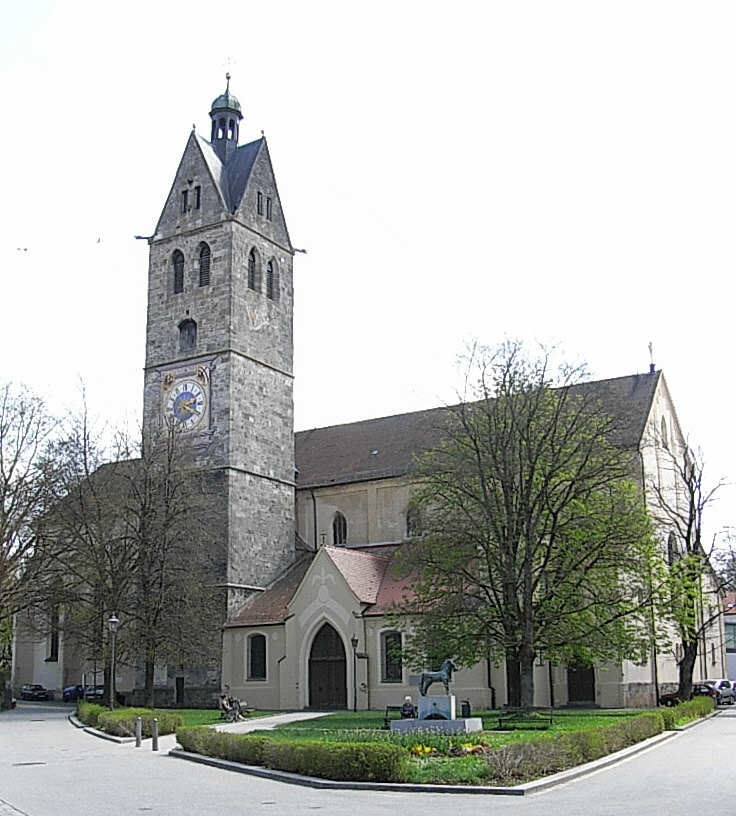
Biserica Frauenkirche din Memmingen

1. ↑  Alle politisch selbständigen Gemeinden mit ausgewählten Merkmalen am 31.12.2018 (4. Quartal) (în germană), Statistisches Bundesamt[*], arhivat din original la 10 martie 2019, accesat în 10 martie 2019